# 北部州 (マラウイ)
北部州(ほくぶしゅう、Northern Region)はマラウイにおける州の1つ。マラウイの北部、国土の三分の一ほどを占め、西にザンビア、北にタンザニアと接する。2003年における人口は1,389,475名、面積は26,931平方キロメートル。州都はムズズ。6つの自治体を含んでいる。

## 州内の自治体
- チティパ県(Chitipa)
- カロンガ県(Karonga)
- ルンピ県(Runphi)
- ムジンバ県(Mzimba)
- カタベイ県(Nkhata Bay)
- リコマ県(Likoma)